# HTC Monet
HTC Monet，原廠型號HTC S320，是台灣宏達電公司所推出的智慧型手機，全球首部數位音訊廣播（DAB-IP）標準的手機，搭載微軟 Windows Mobile 5，面向低端市場。2006年10月由維京通訊（Virgin Mobile）在英國市場開賣，但銷售情況並不理想。客製版本HTC S320，Virgin Lobster 700TV。

## 技術規格
- 處理器：TI OMAP750 201MHz
- 作業系統：Windows Mobile 5.0 SmartPhone Edition
- 記憶體：ROM：128MB，RAM：64MB
- 尺寸：111.2 毫米 X 58 毫米 X 23.8 毫米
- 重量：105g（含電池）
- 螢幕：QVGA 解析度、2.2 吋 TFT-LCD
- 網路：WCDAM/GSM
- 藍牙：Bluetooth 1.2
- 相機：130萬畫素相機，支援自動對焦功能
- 電池：1150mAh充電式鋰或鋰聚合物電池

## 外部連結
- HTC S320 概觀